# André Lesouëf
Pour les articles homonymes, voir Lesouëf.
André Lesouëf, né le 26 mars 1918 à Redon (Ille-et-Vilaine) et mort le 7 juin 2004 à Montbeton (Tarn-et-Garonne), est un missionnaire catholique français, membre des Missions étrangères de Paris.

## Biographie
Mgr André Lesouëf a d'abord été affecté à la mission du Vietnam. De 1952 à 1961 il sera le supérieur du grand séminaire de Saïgon.
À partir de 1961, il rejoint la mission du Cambodge. Lors de la création de la préfecture apostolique de Kampong Cham le 26 septembre 1968, il sera désigné par le Saint-Siège comme le premier préfet apostolique de cette nouvelle circonscription ecclésiastique, issue du découpage du vicariat apostolique de Phnom Penh.